# Henri de Rigny
Marie Henri Daniel Gauthier de Rigny (ur. 2 lutego 1782 w Toul; zm. 6 listopada 1835 w Paryżu) – francuski admirał, polityk i dyplomata.
Uczestnik bitwy morskiej pod Navarino, stoczonej 20 października 1827 w czasie wojny o niepodległość Grecji, pomiędzy flotą turecko-egipską a francusko-angielsko-rosyjską, za co został odznaczony Orderem Łaźni i Orderem św. Aleksandra Newskiego i tytułem wiceadmirała. We wrześniu 1830 został mianowany członkiem Rady Admiralicji i otrzymał odznaczenie Wielkiego Oficera Legii Honorowej. Powołany w 1831 roku do Izby Deputowanych otrzymał 3 marca 1831 od Ludwika Filipa tekę marynarki wojennej. 4 kwietnia 1834 został mianowany szefem Departamentu Spraw Zagranicznych 12 marca 1835 stan zdrowia zmusił go do rezygnacji z urzędu ministra. Został pochowany na cmentarzu Père-Lachaise.